# لوكريشا لونغشور بلانكنبيرغ
لوكريشا لونغشور بلانكنبيرغ (بالإنجليزية: Lucretia Longshore Blankenburg) (8 مايو 1845-28 مارس 1937) أمريكية من الجيل الثاني من مناصري حق النساء في التصويت وناشطة اجتماعية ومصلحة مدنية وكاتبة. خلال الفترة بين عامي 1892 و1809، شغلت منصب رئيس جمعية حق المرأة بالتصويت في بنسلفانيا.
عمل زوجها رودولف بلانكنبيرغ رئيسًا لبلدية فيلادلفيا. عمل الزوجان بلانكنبيرغ سويةً من أجل الأشياء التي تسمو بالإنسانية، وتسعى إلى سياسات أنظف ومواطنة أفضل. خلال فترة ولايته، ساعدت لوكريشا المدينة بعشرات الطرق، إذ ألقت بعض الخطابات الروتينية نيابة عنه، وتحملت كامل المسؤولية تقريبًا في إدارة مراسلاته.
كانت بلانكنبيرغ إحدى نساء الأندية الرائدات في المدينة. شغلت منصب نائبة رئيس جمعية التربية الوطنية، ورئيسة جمعية حق النساء في التصويت بولاية بنسلفانيا عام 1892؛ والنائبة الأولى لرئيس الاتحاد العام للأندية النسائية بين عامي 1912-1914. كانت عضوًا في نادي القرن الجديد ونقابة النساء العاملات والنادي المدني. خاطبت بلانكنبيرغ الجمعية العامة في بنسلفانيا عدة مرات. عقدت أربعة اجتماعات مختلفة في قاعة مجلس النواب نيابة عن قوانين المرأة، وتحدثت في كثير من الأحيان في كل من مجلس النواب ومجلس الشيوخ. تحدثت أيضًا في الكونغرس حين عقدت منظماتها جلسات استماع حول مشاريع القوانين.

## سنواتها المبكرة وتعليمها
ولدت لوكريشا لونغشور في 8 مايو 1845، في مزرعة بالقرب من نيو ليزبون، أوهايو، لدى جدها من طرف الأم صمويل مايرز، الذي استقر هناك عام 1833. ولد مارك هانا في المزرعة المجاورة. كانت الابنة الوحيدة لمعلم مدرسة جمعية الأصدقاء الدينية، توماس إيلوود لونغشور والطبيبة د. هانا إي. لونغشور، من فيلادلفيا. كانت الدكتورة لونغشور إحدى الرائدات في مهنة الطب. سميت بلانكنبيرغ من بعد لوكريشا موت، وهي امرأة رائدة في مجال حق المرأة في التصويت، وكانت لوكريشا موت صديقة هانا لونغشور المقربة.
في عام 1845، انتقلت بلانكنبيرغ، ذات الستة أشهر، ووالداها، وشقيقها تشانينغ (الذي ولد عام 1842؛ وأصبح طبيبًا)، مجددًا إلى أتلبورو، بنسلفانيا (حاليًا لانغورن، بنسلفانيا). بعد خمس سنوات، انتقلت العائلة إلى فيلادلفيا كي تتمكن هانا من الالتحاق بكلية الطب. تخرجت مع أول دفعة في كلية الطب النسائية في بنسلفانيا. تخرجت أخت هانا، الدكتورة آنا لونغشور بوتس، في نفس الفصل.
التحقت بلانكنبيرغ بمدرسة الصديق المركزية في فيلادلفيا. نبذها زملاؤها في اللعب، ورشقوها بالحجارة والعصي، ورفضوا قبولها في أي من الرياضات الطفولية. أطلقوا عليها اسم «ابنة طبيبة النساء»، وهدف المصطلح إلى التعبير عن العار نفسه الموجود في مصطلح «ابنة الساحرة» في أيام استعمار نيو إنجلاند. بعد تخرجها من هذه المدرسة ومن كلية براينت وستراتون التجارية، التحقت بكلية الطب النسائية ثم انسحبت منها لاحقًا بعد أن قررت أنها لا تريد أن تواصل دراسة الطب.

## حياتها الشخصية
على الرغم من السنوات التي خصصتها للخدمة العامة، زادت أعمال بلانكنبيرغ وثروتها. ولكن لم يحدث أي تغيير يذكر في المنزل. لوحظت اللمسة الصاحبية بوضوح في أثاثها المريح وغير المتفاخر. أدارت بلانكنبيرغ شؤون منزلها، وخططت وجبات العشاء الخاصة بها، وطهتها بنفسها، وخاطت فساتينها الخاصة. لم تأبه الأسرة بالطموحات الاجتماعية. مرضت بالالتهاب الرئوي لمدة ثلاثة أيام قبل وفاتها في 28 مارس 1937، في شقتها في بيلفيو ستراتفورد في فيلادلفيا. دفنت في مقبرة فير هيل التابعة للمدينة.